# What a Cartoon!
What A Cartoon! (en français : Quel Cartoon !) est un projet d'émission télévisée américaine créé par Fred Seibert pour les dessins animés Hanna-Barbera diffusés sur la chaîne de télévision Cartoon Network. Le projet était constitué de 48 courts-métrages animés, censé redonner de la créativité aux réalisateurs, en recréant l'atmosphère des plus grands dessins animés conçus durant le XXe siècle.
Les premiers courts-métrages du projet ont été diffusés le 20 février 1995 sous une émission intitulée World Premiere Toons. Durant sa diffusion, l'émission a été renommée The What a Cartoon! Show jusqu'à sa toute dernière diffusion le 18 novembre 1997. De nombreux courts-métrages y ont d'ailleurs rencontré du succès comme Le Laboratoire de Dexter, Johnny Bravo, Cléo et Chico, Monsieur Belette, Les Supers Nanas, Courage, le chien froussard et également le précurseur de la série télévisée Fox, Les Griffin. Cette émission a particulièrement influencé le lancement de nouvelles animations durant les années 1990.

## Histoire

### Origines et production
Fred Seibert devient président des Hanna-Barbera Cartoons en 1992 et aide à relancer le studio d'animation à l'aide de séries telles que Bêtes comme chien et SWAT Kats. Seibert tentait de faire produire à ses studios des courts-métrages qui seraient influencés par l'âge d'or de l'animation américaine. Bien qu'un projet pour 48 courts-métrages aurait coûté deux fois plus qu'une série normale, les arguments données par Seibert à la chaîne Cartoon Network impliquait 48 chances qui « passent ou cassent » et qui donnerait la possibilité d'accéder à de nouvelles séries d'animation. Selon Seibert, la qualité avait peu d'importance pour la chaîne, tout ce qui comptait c'était de trouver des séries qui auraient de l'avenir.
Avec l'aide de Turner Broadcasting, le studio fait circuler l'idée du projet dans le monde entier dans le but d'obtenir de nouvelles idées de courts-métrages,. La compagnie ne tarde pas à recevoir plus de 5 000 scripts en 1993. La diversité des rédacteurs était de toute nationalité. Le projet de Seibert a énormément été influencé par la série des Looney Tunes. Les fondateurs d'Hanna-Barbera, William Hanna et Joe Barbera, ainsi que l'animateur Friz Freleng, ont appris à Seibert la manière dont leurs courts-métrages étaient auparavant réalisé. John Kricfalusi, créateur de Ren et Stimpy, devient en quelque sorte l'enseignant de Seibert et a été la première personne à être appelé par Seibert concernant le projet.

### Diffusion
Le premier dessin animé à être diffusé sur What a Cartoon! dans son intégralité s'intitule The Powerpuff Girls in Meat Fuzzy Lumkins, le lundi 20 février 1995, lors d'un programme spécial, le World Premiere Toon-In aux États-Unis. Le programme était présenté par le personnage Space Ghost et le doublage original par Space Ghost Coast to Coast. Dès le 26 février 1995, chaque court-métrage What a Cartoon! est pour la première fois diffusé le samedi en tant que World Premiere Toons. Chaque semaine après leur première diffusion, Cartoon Network diffusait un court-métrage World Premiere Toons réalisé par un artiste différent. Avec le succès de ces courts-métrages, la chaîne lance World Premiere Toons: The Next Generation, un programme d'une demi-heure. Finalement, un projet plus long est lancé et nommé The What a Cartoon! Show. Les courts-métrages sont diffusés jusqu'en 1997, jusqu'à ce que la chaîne décide de les diffuser chaque mercredi après-midi à 21 h. Après la première diffusion de Johnny Bravo, Cléo et Chico et Monsieur Belette en série complète en juillet 1997, les séries sont diffusées le jeudi soir.